# Francisco Javier Martínez Castillo
Francisco Javier Martínez Castillo (Puebla, 22 de noviembre de 1974) es un eclesiástico católico mexicano. Es el obispo auxiliar de Puebla de los Ángeles, desde octubre de 2023.

## Biografía
Francisco Javier nació el 22 de noviembre de 1974, en la ciudad mexicana de Puebla. Hijo de Francisco Martínez Bocarando y de Josefina Castillo Vázquez, siendo el tercero de cuatro hermanos.
Realizó su formación primaria en la «Escuela Carlos B. Zetina», y la secundaria en la «Escuela Telesecundaria Pdte. Guadalupe Victoria», ambas en Guadalupe Victoria.
En agosto de 1991, ingresó en el Seminario Menor Palafoxiano, y en agosto de 1994 al Seminario Mayor Palafoxiano, donde realizó los estudios eclesiásticos.
Tras realizar estudios en la Academia Pontificia Alfonsiana (2011-2013), obtuvo la licenciatura en Teología moral.

### Sacerdocio
Fue ordenado diácono el 10 de enero de 2004, en la Catedral Basílica de Puebla, a manos del arzobispo Rosendo Huesca y Pacheco. Trabajó en la parroquia de Ntra. Sra. de Guadalupe (2003-2004).
Su ordenación sacerdotal fue el 25 de junio de 2004, en el mismo lugar, a manos del mismo arzobispo.
Como sacerdote desempeñó los siguientes ministerios:
- Vicario parroquial de Ntra. Sra. de Guadalupe (2003-2007).[2]
- Vicerrector de la Catedral Basílica de Puebla (2007-2011).[1]
- Rector de la Capilla Ntra. Sra. de Guadalupe, en Puebla (2011-2018).
- Rector del Templo Expiatoria del Espíritu Santo, en Puebla (2013-2020).
- Profesor de Teología moral en el Seminario Mayor Palafoxiano (2013-2023).[4]
- Director del Centro Internacional de Difusión de la Divina Misericordia (2016-2020).[3]
- Asesor espiritual del Movimiento Cursillos de Cristiandad (2017-2023).
- Párroco de Ntra. Sra. de Guadalupe (2020-2023).
- Vocero de la arquidiócesis de Puebla (2020-2023).[2]
- Administrador de la Comisión diocesana de Pastoral de las Comunicaciones.[1]
- Director espiritual y confesor en el Seminario Mayor Palafoxiano.
- Miembro del Consejo Presbiteral.[4]
- Asesor del quinto año de Teología y formador de los diáconos transitorios (hasta 2023).
- Miembro del Cabildo Catedralicio (2023).[3]

### Episcopado
El 16 de octubre de 2023, el papa Francisco lo nombró obispo titular de Nepte y obispo auxiliar de Puebla de los Ángeles. Fue consagrado el 4 de enero de 2024, a manos del arzobispo Víctor Sánchez Espinosa.